# Trattato di Lussemburgo (1956)
Il  trattato di Lussemburgo (in tedesco: Vertrag von Luxemburg; in francese: accords de Luxembourg) è un accordo stipulato tra la  Germania Ovest e la Francia riguardo alla riannessione del Protettorato della Saar alla Repubblica Federale Tedesca. Il trattato venne firmato nella città del Lussemburgo il 27 ottobre 1956 dal ministro degli esteri della RFT Heinrich von Brentano e dal corrispettivo francese Christian Pineau, successivamente al  referendum per lo statuto della Saar del 23 ottobre 1955 che vide la vittoria dei voti contrari allo statuto.
Dopo che il Landtag dichiarò la propria disponibilità per l'annessione alla RFT, la Saarland venne incorporata definitivamente il 1º gennaio del 1957. Entrambe le parti coinvolte furono favorevoli ad un periodo di transizione economica fino al 1959, durante il quale la Saarland sarebbe rimasta ancora sotto il controllo francese. La Francia perdeva così il controllo dell'importante bacino minerario, ma "In cambio, otteneva la promessa d'importanti forniture di carbone e soprattutto la canalizzazione della Mosella, che, si pensava, avrebbe consentito all'industria lorense di estendere il proprio campo d'espansione in tutta la Germania del Sud-Ovest".